# Württembergischer Fußballverband
Der Württembergische Fußballverband (WFV) ist einer von 21 Landesverbänden des Deutschen Fußball-Bundes und hat seinen Sitz in Stuttgart. Er entstand am 8. Juli 1951 durch einen Zusammenschluss der regionalen Fußballverbände in Nord- und Südwürttemberg/Hohenzollern und ist die Dachorganisation für 1.772 Fußballvereine in Württemberg mit 550.862 Mitgliedern und 11.573 Mannschaften. Außer den württembergischen Vereinen gehören auch die Vereine der bayerischen Landkreise Lindau und Neu-Ulm sowie angrenzende bayerisch-schwäbische Orte zum WFV. Ebenso sind aus dem nördlichsten Bezirk Hohenlohe drei Vereine aus dem bayerischen Landkreis Würzburg Mitglied des WFV.
Zusammen mit den Badischen, Bayerischen, Hessischen und Südbadischen Fußball-Verbänden bildet der WFV den Süddeutschen Fußballverband.
An der Spitze des Verbandes stand von 2003 bis 2015 Herbert Rösch, seit 2015 Matthias Schöck als Präsident.

## Männerfußball

### Ligen und Wettbewerbe
Bis zum Zusammenschluss der beiden regionalen Teilverbände 1951 wurde in der Landesliga Württemberg bzw. Amateurliga Südwürttemberg gespielt. Der württembergische Meister qualifizierte sich für die Oberliga Süd, der hohenzollernsche Meister für die in der französischen Besatzungszone ausgespielte Oberliga Südwest Gruppe Süd.
1950 wurde die gemeinsame 1. Amateurliga Württemberg als Unterbau der Oberliga Süd etabliert, dazu wurden die besten vier Vereine aus der hohenzollernschen Liga in die württembergische Liga eingegliedert. In dieser Form hatte die Liga bis 1960 Bestand.
Um einen zweiten Platz in der Aufstiegsrunde zur 2. Oberliga Süd zu erhalten, teilte der Verband die 1. Amateurliga analog zu Bayern und Baden ab der Spielzeit 1960/61 in zwei Staffeln – die 1. Amateurliga Nordwürttemberg (NW) und die Schwarzwald-Bodensee Liga (S-B). Die Schwarzwald-Bodensee Liga war vorübergehend auch Heimat einiger Vereine des Südbadischen Verbandes, deren prominentester Vertreter der FC 08 Villingen war.
1978 wurde gemeinsam mit dem Badischen und dem Südbadischen Verband die Oberliga Baden-Württemberg als Nachfolger der 1. Amateurliga eingeführt. Seither ist die Verbandsliga Württemberg die oberste Spielklasse unter der Verwaltung des WFV. Darunter spielt die Landesliga Württemberg, die in vier Staffeln eingeteilt ist. Nächsttiefere Spielklasse bilden die sechzehn Bezirksligen. Unterhalb der Bezirksliga spielen die Vereine in den Kreisligen A, B und C.
Außerdem veranstaltet der WFV einen Pokalwettbewerb. Der Sieger des Württembergischen Verbandspokals (WFV-Pokal) ist als Teilnehmer des WFV für die 1. Hauptrunde des DFB-Pokals qualifiziert.

### Württembergischer Meister
Der WFV vergibt seit seiner Gründung den Titel des Württembergischen Meisters. Bereits vorher wurde seit der Aufnahme des Spielbetriebes 1945 bis 1950 der Titel an den Meister der Landesliga Württemberg als zweithöchster Spielklasse unter der Oberliga Süd vergeben. Mit Einführung der 1. Amateurliga Württemberg als höchster Spielklasse unter Leitung des WFV im Sommer 1950 erhielt der Tabellenführer dieser Spielklasse den Titel. Nach der Aufsplittung der Liga in zwei Staffeln spielten der Staffelsieger der 1. Amateurliga Nordwürttemberg gegen den Staffelsieger der 1. Amateurliga Schwarzwald-Bodensee-Liga um die Auszeichnung. Mit Einführung der Oberliga Baden-Württemberg 1978 änderte sich die Vergabe erneut, seither wird die beste württembergische Mannschaft in der Liga zum Saisonende geehrt.

### Klasseneinteilung

#### 1978 bis 2024
| Nationale Ligastufe | Spielklassen                     | Spielklassen                     | Spielklassen                     | Spielklassen                     | Spielklassen                     | Spielklassen                     | Spielklassen                     | Spielklassen                     | Spielklassen                     | Spielklassen                     | Spielklassen                       | Spielklassen                     | Spielklassen                     | Spielklassen                     | Spielklassen                     | Spielklassen                     |
| ------------------- | -------------------------------- | -------------------------------- | -------------------------------- | -------------------------------- | -------------------------------- | -------------------------------- | -------------------------------- | -------------------------------- | -------------------------------- | -------------------------------- | ---------------------------------- | -------------------------------- | -------------------------------- | -------------------------------- | -------------------------------- | -------------------------------- |
| 6.                  | Verbandsliga Württemberg         | Verbandsliga Württemberg         | Verbandsliga Württemberg         | Verbandsliga Württemberg         | Verbandsliga Württemberg         | Verbandsliga Württemberg         | Verbandsliga Württemberg         | Verbandsliga Württemberg         | Verbandsliga Württemberg         | Verbandsliga Württemberg         | Verbandsliga Württemberg           | Verbandsliga Württemberg         | Verbandsliga Württemberg         | Verbandsliga Württemberg         | Verbandsliga Württemberg         | Verbandsliga Württemberg         |
| 7.                  | Landesliga Württemberg Staffel 1 | Landesliga Württemberg Staffel 1 | Landesliga Württemberg Staffel 1 | Landesliga Württemberg Staffel 1 | Landesliga Württemberg Staffel 2 | Landesliga Württemberg Staffel 2 | Landesliga Württemberg Staffel 2 | Landesliga Württemberg Staffel 2 | Landesliga Württemberg Staffel 3 | Landesliga Württemberg Staffel 3 | Landesliga Württemberg Staffel 3   | Landesliga Württemberg Staffel 3 | Landesliga Württemberg Staffel 4 | Landesliga Württemberg Staffel 4 | Landesliga Württemberg Staffel 4 | Landesliga Württemberg Staffel 4 |
| 8.                  | Bezirksliga Enz/Murr             | Bezirksliga Hohenlohe            | Bezirksliga Rems/Murr            | Bezirksliga Unterland            | Bezirksliga Donau/Iller          | Bezirksliga Ostwürt- temberg     | Bezirksliga Neckar/Fils          | Bezirksliga Stuttgart            | Bezirksliga Alb                  | Bezirksliga Böblingen/ Calw      | Bezirksliga Nördlicher Schwarzwald | Bezirksliga Schwarzwald          | Bezirksliga Bodensee             | Bezirksliga Donau                | Bezirksliga Riß                  | Bezirksliga Zollern              |

#### Ab 2024
Im Juni 2022 beschloss der WFV auf einem außerordentlichen Verbandstag eine seit 2015 geplante Spielklassen- und Strukturreform, deren Hintergrund in den kontinuierlich abnehmenden Mannschaftszahlen begründet liegt. Grundlegendste Neuerung ist die Einführung des sogenannten 1-4-12-Systems, das vorsieht, dass neben einer Verbandsliga und vier Landesligen, fortan anstatt 16 nur noch 12 Bezirksligen bestehen, entsprechend wird auch die Anzahl der Bezirke von 16 auf 12 reduziert. Hierzu werden die Bezirke Schwarzwald und Zollern (neu Schwarzwald/Zollern) zusammengeführt, der Bezirk Böblingen/Calw wird aufgelöst, die Calwer Vereine treten dem Nördlichen Schwarzwald (neu: Nordschwarzwald) bei, die Böblinger Mannschaften dem Bezirk Stuttgart (neu: Stuttgart/Böblingen). Der Bezirk Hohenlohe verschmilzt jeweils zur Hälfte mit Unterland (neu: Franken) und Rems/Murr (neu: Rems/Murr/Hall), selbiges passiert mit dem Bezirk Donau, der in Donau/Iller (Name unverändert) und Riß (neu: Oberschwaben) aufgeht.
| Nationale Ligastufe | Spielklassen                      | Spielklassen                                        | Spielklassen                            | Spielklassen                                        | Spielklassen                         | Spielklassen                                            | Spielklassen                     | Spielklassen                                         | Spielklassen                                 | Spielklassen                                  | Spielklassen                                     | Spielklassen                                      | Spielklassen             | Spielklassen             | Spielklassen             | Spielklassen             |
| ------------------- | --------------------------------- | --------------------------------------------------- | --------------------------------------- | --------------------------------------------------- | ------------------------------------ | ------------------------------------------------------- | -------------------------------- | ---------------------------------------------------- | -------------------------------------------- | --------------------------------------------- | ------------------------------------------------ | ------------------------------------------------- | ------------------------ | ------------------------ | ------------------------ | ------------------------ |
| 6.                  | Verbandsliga Württemberg          | Verbandsliga Württemberg                            | Verbandsliga Württemberg                | Verbandsliga Württemberg                            | Verbandsliga Württemberg             | Verbandsliga Württemberg                                | Verbandsliga Württemberg         | Verbandsliga Württemberg                             | Verbandsliga Württemberg                     | Verbandsliga Württemberg                      | Verbandsliga Württemberg                         | Verbandsliga Württemberg                          | Verbandsliga Württemberg | Verbandsliga Württemberg | Verbandsliga Württemberg | Verbandsliga Württemberg |
| 7.                  | Landesliga Württemberg Staffel 1  | Landesliga Württemberg Staffel 1                    | Landesliga Württemberg Staffel 1        | Landesliga Württemberg Staffel 2                    | Landesliga Württemberg Staffel 2     | Landesliga Württemberg Staffel 2                        | Landesliga Württemberg Staffel 3 | Landesliga Württemberg Staffel 3                     | Landesliga Württemberg Staffel 3             | Landesliga Württemberg Staffel 4              | Landesliga Württemberg Staffel 4                 | Landesliga Württemberg Staffel 4                  |                          |                          |                          |                          |
| 8.                  | Bezirksliga Enz/Murr              | Bezirksliga Rems/Murr/Hall                          | Bezirksliga Franken                     | Bezirksliga Ostwürttemberg                          | Bezirksliga Neckar/Fils              | Bezirksliga Stuttgart/Böblingen                         | Bezirksliga Alb                  | Bezirksliga Nordschwarzwald                          | Bezirksliga Schwarzwald/Zollern              | Bezirksliga Bodensee                          | Bezirksliga Donau/Iller                          | Bezirksliga Oberschwaben                          |                          |                          |                          |                          |
| 9.                  | Kreisliga A Enz/Murr (3 Staffeln) | Kreisliga A Rems/Murr/Hall (4 Staffeln, 1 Reserve)  | Kreisliga A Franken (3 Staffeln)        | Kreisliga A Ostwürttemberg (3 Staffeln, 2 Reserven) | Kreisliga A Neckar/Fils (3 Staffeln) | Kreisliga A Stuttgart/Böblingen (3 Staffeln)            | Kreisliga A Alb (3 Staffeln)     | Kreisliga A Nordschwarzwald (3 Staffeln, 3 Reserven) | Kreisliga A Schwarzwald/Zollern (4 Staffeln) | Kreisliga A Bodensee (2 Staffeln)             | Kreisliga A Donau/Iller (3 Staffeln, 3 Reserven) | Kreisliga A Oberschwaben (3 Staffeln, 3 Reserven) |                          |                          |                          |                          |
| 10.                 | Kreisliga B Enz/Murr (8 Staffeln) | Kreisliga B Rems/Murr/Hall (7 Staffeln, 2 Reserven) | Kreisliga B Franken (7 Staffeln)        | Kreisliga B Ostwürttemberg (4 Staffeln, 4 Reserven) | Kreisliga B Neckar/Fils (9 Staffeln) | Kreisliga B Stuttgart/Böblingen (8 Staffeln, 1 Reserve) | Kreisliga B Alb (6 Staffeln)     | Kreisliga B Nordschwarzwald (3 Staffeln, 3 Reserven) | Kreisliga B Schwarzwald/Zollern (4 Staffeln) | Kreisliga B Bodensee (6 Staffeln, 3 Reserven) | Kreisliga B Donau/Iller (5 Staffeln, 4 Reserven) | Kreisliga B Oberschwaben (4 Staffeln, 2 Reserven) |                          |                          |                          |                          |
| 11./Reserven        |                                   |                                                     | Kreisliga Franken Reserven (4 Staffeln) |                                                     |                                      |                                                         |                                  |                                                      | Kreisliga C Schwarzwald/Zollern (4 Staffeln) |                                               |                                                  |                                                   |                          |                          |                          |                          |

### Vereine des WFV in höheren Ligen | Saison 2025/26
| Nationale Ligastufe | Bezeichnung                | Anzahl | Vereine |
| ------------------- | -------------------------- | ------ | --- |
| 1.                  | 1. Bundesliga              | 02     | VfB Stuttgart 1. FC Heidenheim |
| 2.                  | 2. Bundesliga              | 0      | |
| 3.                  | 3. Liga                    | 02     | VfB Stuttgart II SSV Ulm 1846 |
| 4.                  | Regionalliga Südwest       | 04     | SGV Freiberg Fußball Stuttgarter Kickers Sonnenhof Großaspach TSG Balingen                                                                                               |
| 5.                  | Oberliga Baden-Württemberg | 010    | VfR Aalen 1. Göppinger SV SSV Reutlingen 05 FV Ravensburg FSV 08 Bietigheim-Bissingen FSV Hollenbach TSG Backnang TSV Essingen 1. FC Normannia Gmünd Türkspor Neckarsulm |

## Frauenfußball

### Klasseneinteilung
| Spielklassen             | Spielklassen   | Spielklassen        | Spielklassen   | Spielklassen   | Spielklassen   | Spielklassen   | Spielklassen   | Spielklassen   | Spielklassen   | Spielklassen   | Spielklassen   |
| ------------------------ | -------------- | ------------------- | -------------- | -------------- | -------------- | -------------- | -------------- | -------------- | -------------- | -------------- | -------------- |
| Verbandsliga Württemberg |                |                     |                |                |                |                |                |                |                |                |                |
| Landesliga 1             | Landesliga 1   | Landesliga 1        | Landesliga 1   | Landesliga 1   | Landesliga 1   | Landesliga 2   | Landesliga 2   | Landesliga 2   | Landesliga 2   | Landesliga 2   | Landesliga 2   |
| Regionenliga 1           | Regionenliga 1 | Regionenliga 2      | Regionenliga 2 | Regionenliga 3 | Regionenliga 3 | Regionenliga 4 | Regionenliga 4 | Regionenliga 5 | Regionenliga 5 | Regionenliga 6 | Regionenliga 6 |
| Unterland                | Hohenlohe      | Rems/Murr Stuttgart | Enz/Murr       | Neckar/ Fils   | Donau/ Iller   | BB/CW/NSW      | SW/Zo          | Alb            | Donau          | Riß            | Bodensee       |

### Vereine des WFV in höheren Ligen | Saison 2025/2026
| Nationale Ligastufe | Bezeichnung                       | Anzahl | Vereine                                                                                              |
| ------------------- | --------------------------------- | ------ | --- |
| 1.                  | 1. Frauen-Bundesliga              | 0      | |
| 2.                  | 2. Frauen-Bundesliga              | 01     | VfB Stuttgart                                                                                        |
| 3.                  | Frauen-Regionalliga Süd           | 01     | VfL Herrenberg                                                                                       |
| 4.                  | Frauen-Oberliga Baden-Württemberg | 06     | TSV Neuenstein FSV Waldebene Stuttgart Ost TSV Tettnang 1. FC Heidenheim SV Hegnach VfB Stuttgart II |